# Йоксимович, Божидар
Божидар Йоксимович (серб. Božidar Joksimović; 20 декабря 1868, Свилайнац, Княжество Сербия — 23 ноября 1955) — сербский и югославский композитор, фольклорист, педагог.

## Биография
В 1889 году окончил учительскую школу в Белграде. Музыке обучался в Белграде в частном порядке у Т. Андреевича и в Пражской консерватории, которую окончил в 1896 году. Затем с 1900 года работал в Белграде учителем пения в семинарии, Женской учительской школе и Музыкальной школе, собирал народные мелодии, руководил певческими обществами «Поклич» и «Бранко», сотрудничал в музыкальных и литературных журналах.

## Творчество
Б. Йоксимович — автор первой сербской оперы «Женитьба Милоша Обилича» (1901). Основной жанр сценического творчества композитора — пьесы с пением, преимущественно на народные сюжеты, близкие современной оперетте, которым присущи патриотическая направленность и романтические черты («Шляпа», 1907).
Б. Йоксимовичу принадлежат также: балет «Молодая девушка» (1942), музыка к спектаклям «Сербы в Белграде» П. Павловича (1909), «Погасший очаг» Ж. Лазаревича (1910) и др., ряд вокальных, камерно-инструментальных и других музыкальных сочинений. Написал «Музыкальный букварь».